# Dactylopsila
Dactylopsila es un género de marsupiales diprotodontos de la familia Petauridae. Son conocidos comúnmente como falangeros listados y se encuentran en Nueva Guinea y Australia.

## Especies
Se reconocen las siguientes especies:
- Dactylopsila megalura
- Dactylopsila palpator
- Dactylopsila tatei
- Dactylopsila trivirgata